# Ostrůvek

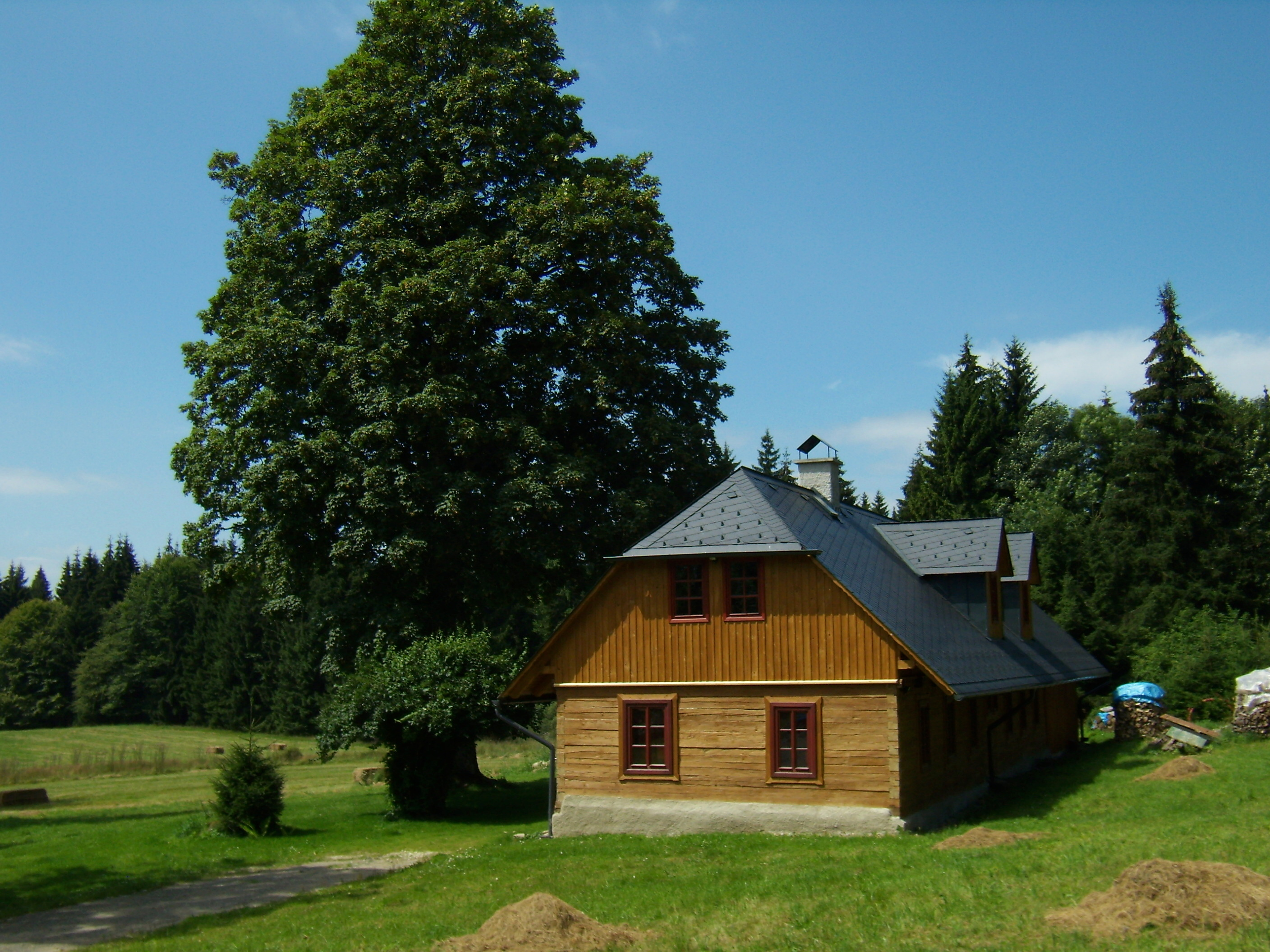
Chaluppe in Ostrůvek

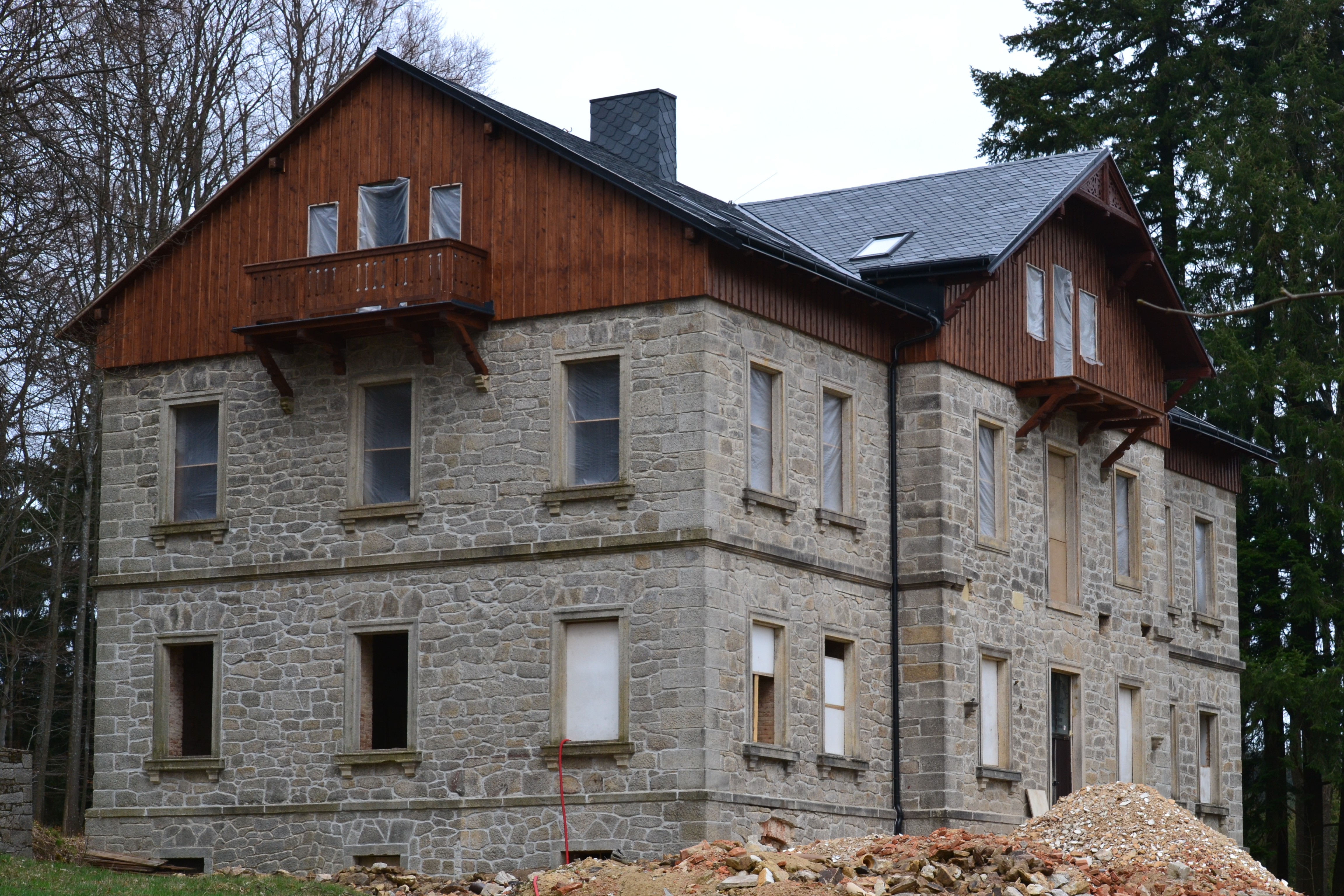
Ehemaliges Jagdschloss Inselthal

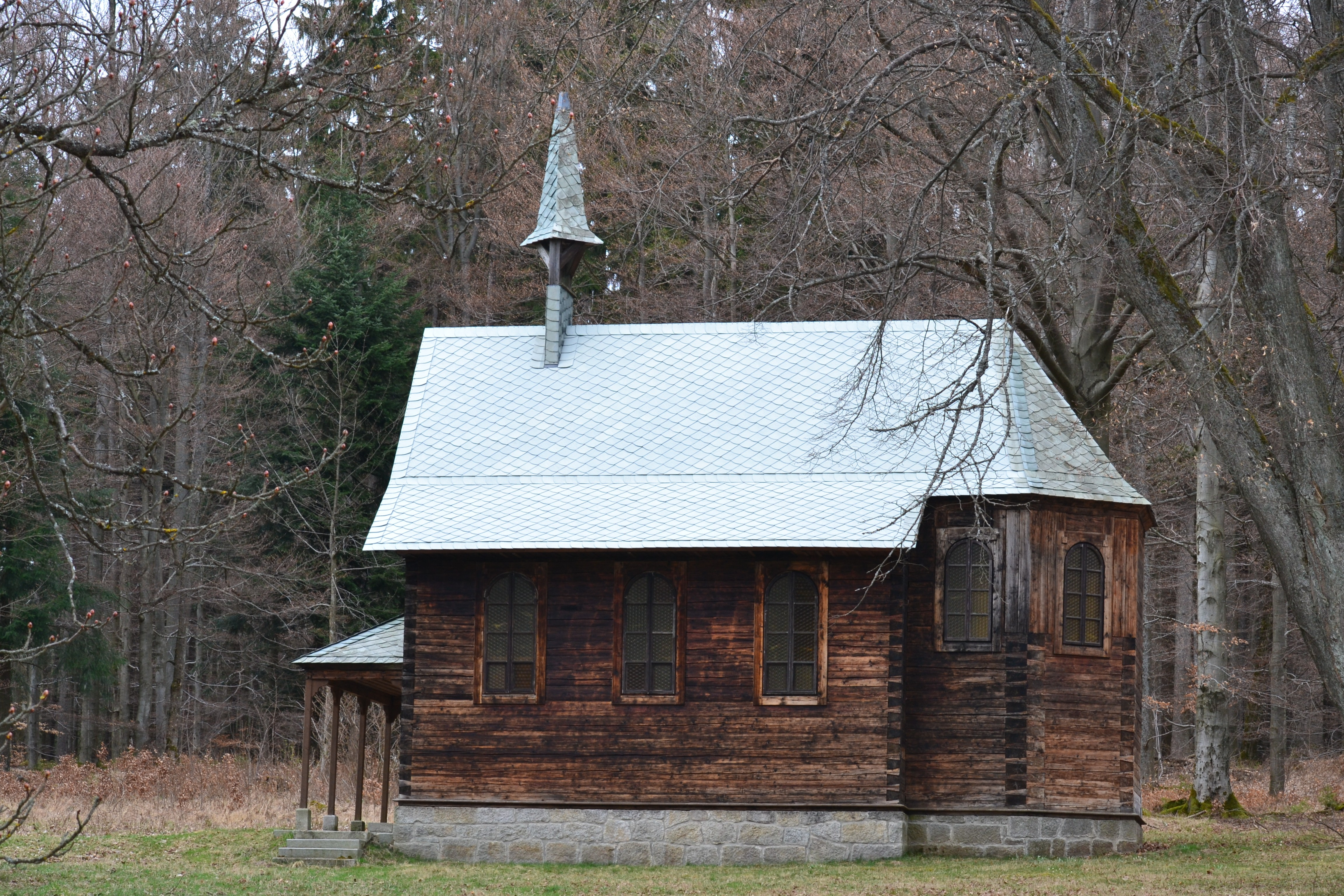
Waldkapelle

Ostrůvek (deutsch Inselthal) ist eine Grundsiedlungseinheit der Gemeinde Lesná (Schönwald) in  Tschechien. Die Siedlung liegt 13 Kilometer südwestlich von Tachov (Tachau) unweit der deutschen Grenze und gehört zum Okres Tachov.

## Geographie
Der von ausgedehnten Wäldern umschlossene Weiler befindet sich rechtsseitig des Baches Huťský potok (Kaltwasser) im böhmischen Teil des Oberpfälzer Waldes (Český les). Nördlich erhebt sich der Knižecí strom (Plesmetzberg, 829 m n.m.), im Nordosten die Bučina (Buchberg, 749 m n.m.), östlich der Tillenberg (725 m n.m.), im Südosten der Sklářský vrch (Glasberg, 763 m n.m.) und der Na Vyhlídce (Zwingerberg, 753 m n.m.), südlich der Seč (Hauberg, 773 m n.m.), im Südwesten der Studený vrch (Kaltwasserrang, 711 m n.m.) und der Mlýnský vrch (Mühlberg, 728 m n.m.), westlich der Na Skalkách (Ahornberg, 769 m n.m.) mit dem Burgstall Arnsburg/Šelmberk sowie im Nordwesten der U Školky (Heinzenberg, 805 m n.m.) und der Tetřeví vrch (Bärnauer Berg, 815 m n.m.). Ostrůvek liegt in einer wegen dem Eisernen Vorhang auf tschechischer Seite fast vollständig abgesiedelten Gegend im Landschaftsschutzgebiet Český les. Gegen Südosten erstreckt sich das Naturreservat Farské bažiny (Pfarrloh), südwestlich der sumpfige Grund V Mokrém (Zang).
Nachbarorte waren Stöberlhof, Na Spálenci (Brenntenloh) und Pavlova Huť (Paulushütte) im Norden, Zadní Milíře (Girnberg) und Písařova Vesce (Albersdorf) im Nordosten, Lesná im Osten, Randeva (Rendezvous) im Südosten, Ernstlust und Stará Knížecí Huť (Alt Fürstenhütte) im Süden, Nová Knížecí Huť (Neu Fürstenhütte) und Anna Schleife im Süden, Hedvičina Pila (Hedwigsäge) im Südwesten, Zlatý Potok (Goldbach) und Altglashütte im Westen sowie Hohenthan, Thanhausen,  Greim und Naab im Nordwesten.

## Geschichte
Der westlich des Kaltwassers gelegene und zur wüsten Ahornburg gehörige Landstrich war seit dem 17. Jahrhundert zwischen der böhmischen Herrschaft Tachau und den an die Gefürstete Grafschaft Sternstein angeschlossenen und Fürst Ferdinand Philipp Joseph von Lobkowitz gehörigen Grundherrschaften Waldthurn und Waldheim umstritten. Nachdem der Bau einer Glashütte am Goldbach in den 1730er Jahren eine Eskalation ausgelöst hatte, wurde am 21. Juli 1738 zur Schlichtung der Streitigkeiten eine königliche Kommission eingerichtet und den streitenden Parteien untersagt, im strittigen Gebiet Tätigkeiten aufzunehmen. Es ist anzunehmen, dass das umstrittene Waldgebiet dabei dem Besitzer der Herrschaft Tachau, Adam Philipp Losy von Losinthal zugesprochen oder überlassen wurde.
Im Jahre 1773 ließ der Glasmacher Anton Zacharias Fuchs in dem sumpfigen Terrain am Kaltwasser eine neue Waldglashütte anlegen. Ihm folgte Johann Kaspar Lenk, Pächter aller fünf Glashütten der Tachauer Herrschaft im Grenzwald. Die erste Erwähnung der Siedlung Inselhütte erfolgte 1779.  In Schallers Topographie des Königreichs Böhmen von 1788 wird in der Beschreibung der Herrschaft Tachau die Inselthaler Glashütte, jedoch keine Siedlung erwähnt. Die Glashütte wurde zu Beginn des 19. Jahrhunderts stillgelegt.
Im Jahre 1835 bestand das im Pilsner Kreis gelegene Dominikaldörfchen Inselthal bzw. Inselhütteaus sechs Häusern mit 40 deutschsprachigen Bewohnern. Im Ort gab es ein herrschaftliches Forstbeamtenwohnhaus, das aus der Glashütte hervorgegangen war. Pfarrort war Schönwald. Bis zur Mitte des 19. Jahrhunderts blieb der Weiler der Familienfideikommissherrschaft Tachau untertänig, Besitzer waren die Grafen Windisch-Graetz.
Nach der Aufhebung der Patrimonialherrschaften bildete Inselthal ab 1850 einen Ortsteil der Gemeinde Paulusbrunn im Bezirk und Gerichtsbezirk Tachau. Im Jahre 1869 hatte der Weiler 63 Einwohner und bestand aus fünf Häusern. Alfred II. zu Windisch-Grätz ließ in seinem Lieblingsjagdrevier ein ausgedehntes Wildgehege anlegen und zwischen 1874 und 1876 ein von einem Park mit Teichen umgebenes Jagdschloss errichten. 1890 wurde Inselthal nach Paulusbrunn umgepfarrt, ab 1900 gehörte der Weiler wieder zur Pfarrei Schönwald. Im Jahre 1900 lebten in Inselthal 32 Personen, 1910 waren es 39. Nach dem Zusammenbruch der k.k. Monarchie wurde die Ansiedlung 1918 Teil der neu gebildeten Tschechoslowakei. Beim Zensus von 1921 lebten in den fünf Häusern von Inselthal 39 Deutsche. Im Jahre 1930 bestand Inselthal aus fünf Häusern und hatte 36 Einwohner. Im Ort gab es ein Jagdschloss, eine Kapelle und ein Hegerhaus. Nach dem Münchner Abkommen wurde Inselthal im Oktober 1938 dem Deutschen Reich zugeschlagen und gehörte bis 1945 zum Landkreis Tachau. Nach dem Ende des Krieges wurde der Weiler wieder Teil der Tschechoslowakei. Die deutschböhmische Bevölkerung wurde 1946 enteignet und vertrieben. Im Jahre 1948 wurde Inselthal in Ostrůvek umbenannt. Beim Zensus von 1950 lebten in den fünf Häusern von Ostrůvek 117 Personen. Nach der Errichtung des Eisernen Vorhangs wurde der Weiler wegen seiner Grenznähe in den 1950er Jahren abgesiedelt. Am 1. Juli 1952 erfolgte die Eingliederung nach Lesná. 1961 hatte Ostrůvek nur noch acht Einwohner, wobei in dem Ort kein Wohnhaus mehr erfasst war. Beim Zensus von 1970 waren für Ostrůvek zwei Häuser und vier Einwohner erfasst. Am 1. Juli 1980 wurde Ostrůvek offiziell für erloschen erklärt. Nach der Samtenen Revolution wurde Ostrůvek wieder für den Tourismus zugänglich gemacht. Im Jahre 1991 war der Weiler noch unbewohnt. Ende der 1990er Jahre erfolgte die Wiederbesiedlung von Ostrůvek. Beim Zensus von 2011 bestand der Ort aus vier Wohnhäusern und hatte drei Einwohner.
In Ostrůvek bestehen heute zwei Pensionen, der Weiler ist Ausgangspunkt für Wanderungen durch das abgesiedelte Waldgebiet an der bayrischen Grenze.

## Ortsgliederung
Die Grundsiedlungseinheit Ostrůvek gehört zum Ortsteil Stará Knížecí Huť und ist Teil des Katastralbezirks Pavlův Studenec 1. Ostrůvek umfasst auch die Einschicht Němeček sowie Wüstungen Vašíček, Skláře und Zlatý Potok.

## Sehenswürdigkeiten
- Ehemaliges Jagdschloss Inselthal, erbaut zwischen 1874 und 1876. Es wurde in der zweiten Hälfte des 20. Jahrhunderts verunstaltet und befindet sich heute in Privatbesitz.
- Hölzerne Waldkapelle, errichtet 1921 neben dem Jagdschloss, das Kulturdenkmal wurde in den 2000er Jahren rekonstruiert
- Burgstall Arnsburg/Šelmberk, einen knappen Kilometer nordwestlich von Ostrůvek im Wald